# Бёттхер, Карл
Карл Бёттхер (нем. Karl Böttcher; 25 октября 1889 — 21 октября 1973) — немецкий военачальник, генерал-лейтенант вермахта, командующий несколькими дивизиями во время Второй мировой войны. Кавалер Рыцарского креста Железного креста, высшего ордена нацистской Германии. Взят в плен войсками Союзников в 1945 году. Отпущен из плена в 1947 году.

## Награды
- Железный крест (1914)
  - 2-го класса (23 ноября 1914)
  - 1-го класса (27 июля 1916)
- Почётный крест ветерана войны (1 января 1935)
- Медаль «В память 22 марта 1939 года» (10 декабря 1939)
- Железный крест (1939)
  - 2-го класса (5 июня 1940)
  - 1-го класса (15 ноября 1940)
- Рыцарский крест Железного креста (13 декабря 1941)
- Офицер Савойского военного ордена (14 января 1942)
- Манжетная лента «Африка» (19 ноября 1943)